# Буже
Буже́ (фр. Bougey) — коммуна во Франции, находится в регионе Франш-Конте. Департамент — Верхняя Сона. Входит в состав кантона Комбофонтен. Округ коммуны — Везуль.
Код INSEE коммуны — 70078.

## География
Коммуна расположена приблизительно в 290 км к юго-востоку от Парижа, в 65 км севернее Безансона, в 29 км к северо-западу от Везуля.
На севере коммуны протекает река Ужот.

## Население
Население коммуны на 2010 год составляло 83 человека.
| 1962 | 1968 | 1975 | 1982 | 1990 | 1999 | 2010 |
| ---- | ---- | ---- | ---- | ---- | ---- | ---- |
| 131  | 125  | 91   | 92   | 97   | 91   | 83   |

## Администрация
| Период | Период | Фамилия     | Партия | Примечания |
| ------ | ------ | ----------- | ------ | ---------- |
| 2001   | 2008   | Клод Дормуа |        |            |
| 2008   | 2014   | Мишель Бийи |        |            |

## Экономика
В 2010 году среди 53 человек трудоспособного возраста (15—64 лет) 44 были экономически активными, 9 — неактивными (показатель активности — 83,0 %, в 1999 году было 68,5 %). Из 44 активных жителей работали 41 человек (25 мужчин и 16 женщин), безработными было 3 (0 мужчин и 3 женщины). Среди 9 неактивных 1 человек был учеником или студентом, 4 — пенсионерами, 4 были неактивными по другим причинам.

## Достопримечательности
- Замок Буже (XVI век). Исторический памятник с 1979 года[3]

## Фотогалерея

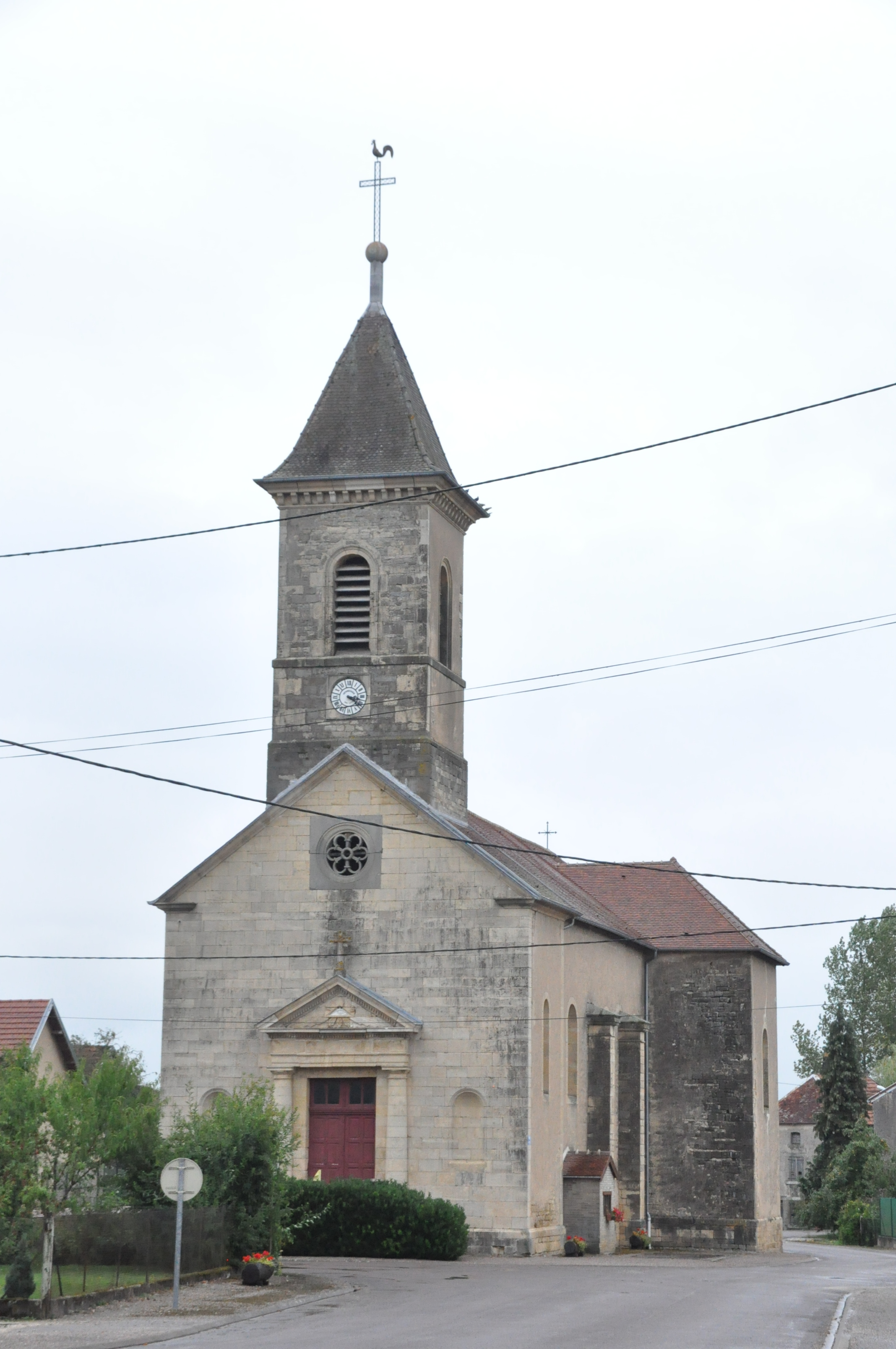
Церковь
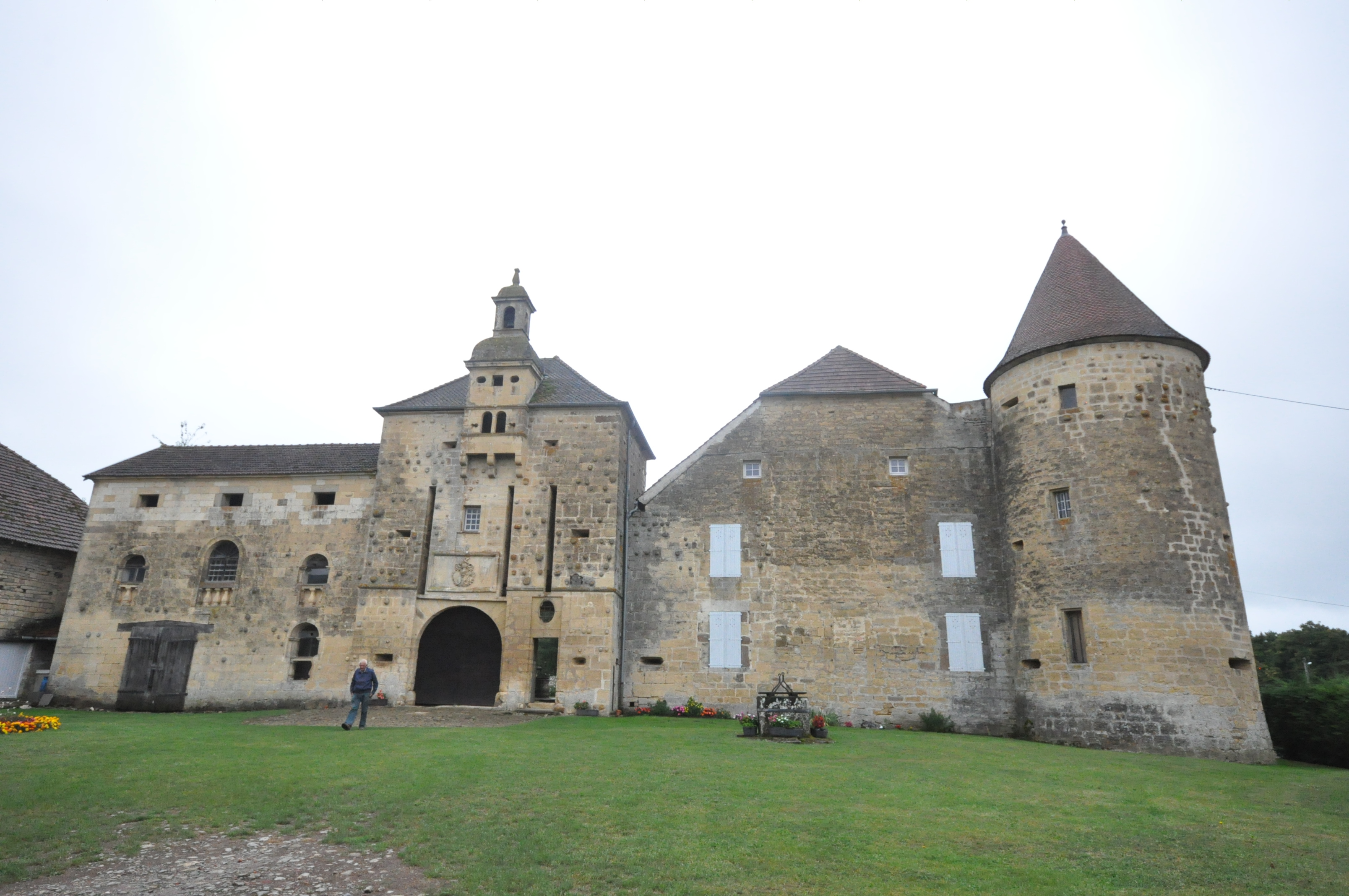
Замок Буже
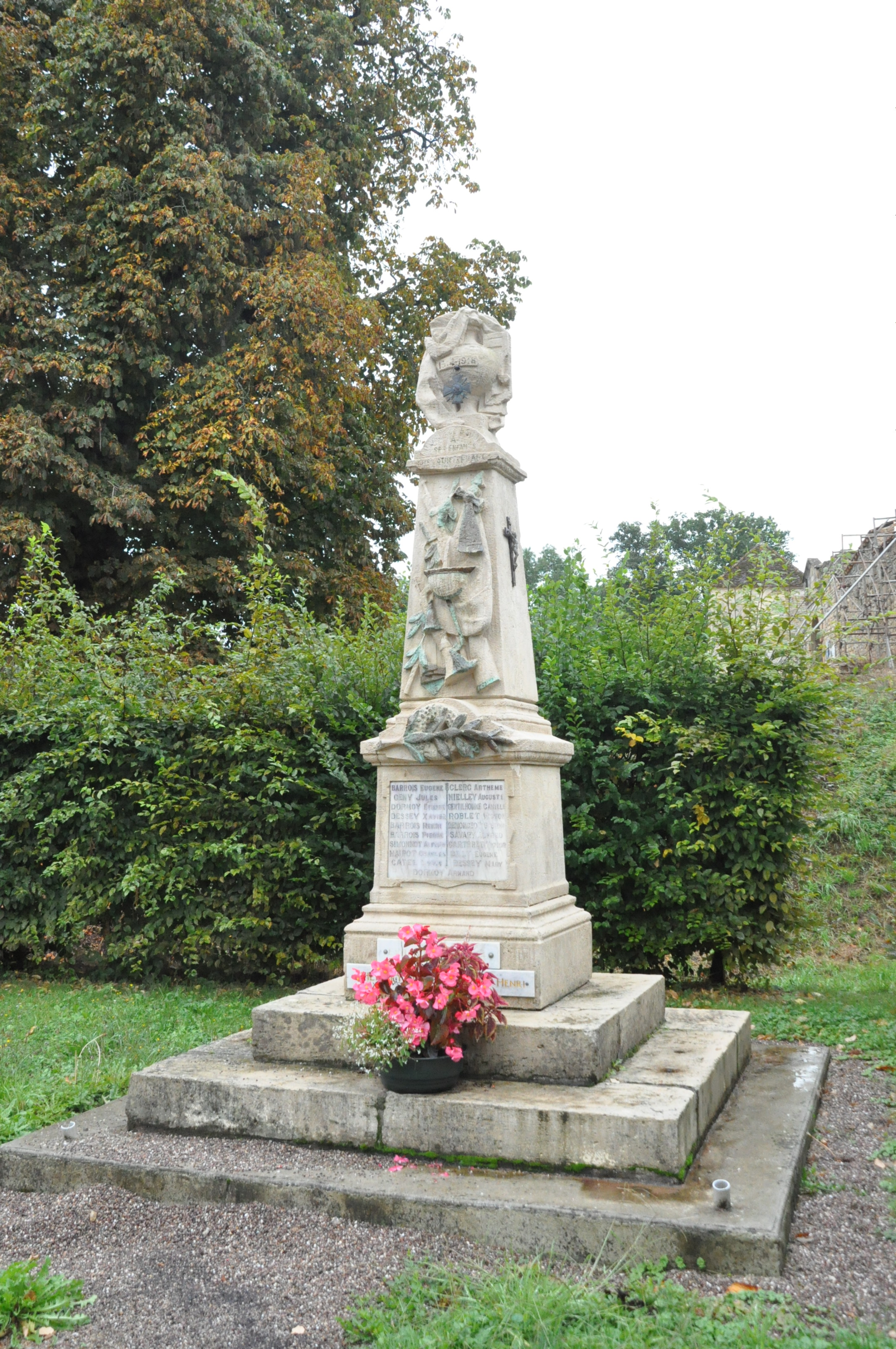
Военный мемориал
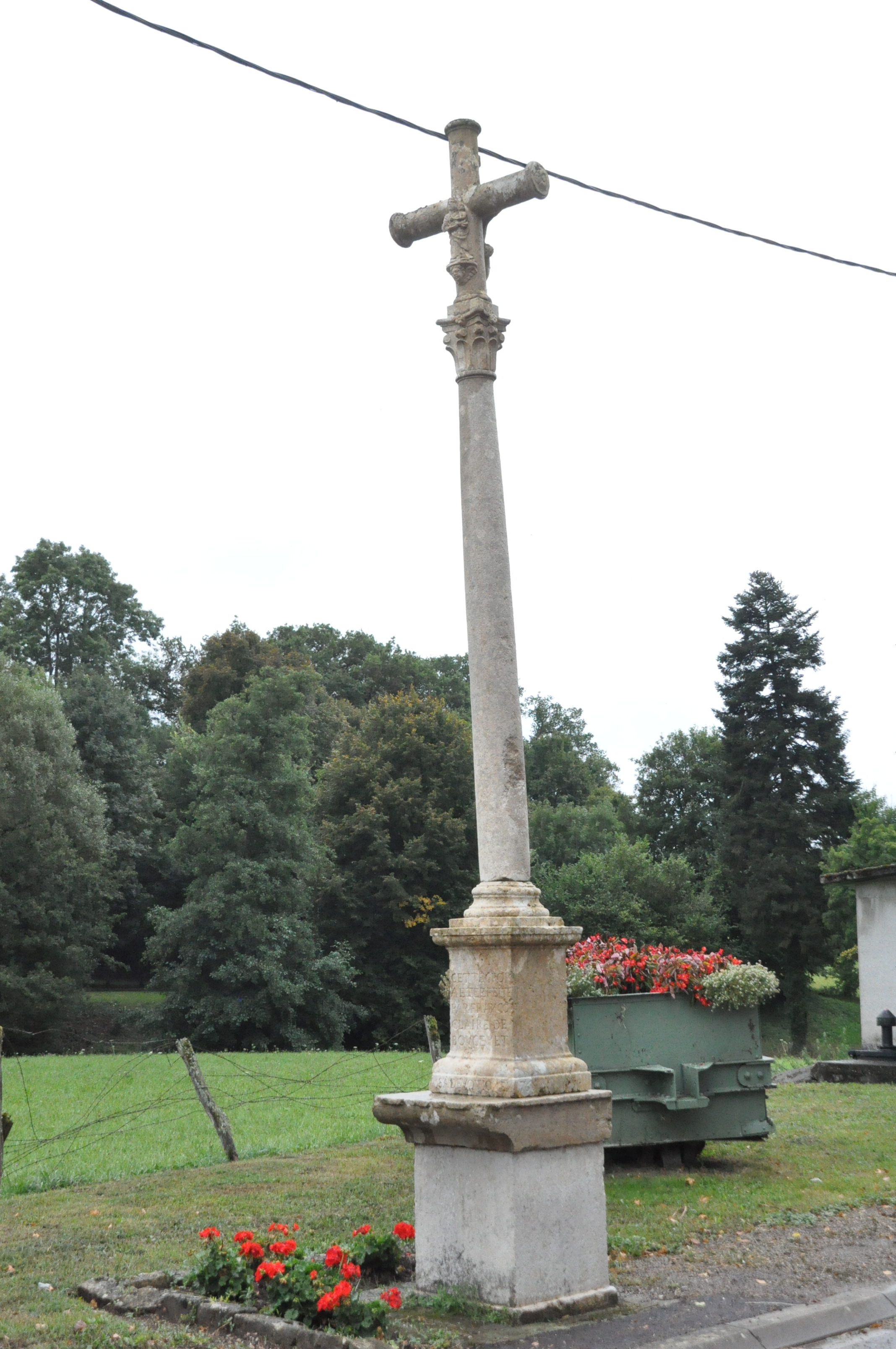
Придорожный крест